# Tour lancé (cyclisme)
 (août 2016).
Si vous disposez d'ouvrages ou d'articles de référence ou si vous connaissez des sites web de qualité traitant du thème abordé ici, merci de compléter l'article en donnant les références utiles à sa vérifiabilité et en les liant à la section « Notes et références ».
Pour les articles homonymes, voir Tour lancé.
Le tour lancé est une épreuve de cyclisme sur piste disputée individuellement dans laquelle chacun des coureurs va parcourir deux tours et tenter de terminer son dernier le plus rapidement possible.
Le premier tour, de lancement, permet de prendre de l'élan afin d'atteindre la vitesse la plus rapide possible.
Le second tour, chronométré, est quant à lui parcouru le plus rapidement possible afin d'obtenir le meilleur temps.
C'est une course contre la montre avec un départ lancé.

## Histoire
Le tour lancé est une des six épreuves de l'omnium de 2010 à octobre 2016.
La médaillée d'or pour l'omnium féminin des jeux olympiques de Rio 2016 Laura Trott a été pointée à une vitesse moyenne de 65,655 km/h pour son tour lancé (250 m).

## Règlement
- Chaque coureur s'élance individuellement lors d'un premier tour d'accélération.
- Le tour suivant déterminera le temps parcouru et la vitesse est calculée uniquement sur ce tour.
- Le classement sera réadapté à chaque passage des coureurs ou disqualifiés (par exemple chute), il s'effectuera en fonction des temps de chacun des participants à la fin de son deuxième tour.
- Le classement final n'est connu qu'après la participation de tous les concurrents.